# مقاطعة مونرو (تينيسي)
مقاطعة مونرو هي مقاطعة في تينيسي، بلغ عدد سكانها 44٬519  نسمة، في 2010، عاصمتها ماديسونفيل، تبلغ مساحتها 1٬690 كيلومتر مربع.

## الموقع
تشترك في الحدود مع:
- مقاطعة لودون (تينيسي).

## التقسيمات الإدارية
- ماديسونفيل.